# Sabina Cojocar
Sabina Carolina Cojocar (n. 23 octombrie 1985, Sibiu, România) este o fostă gimnastă și cântăreață din România. A luat medalia de aur cu echipa feminină de gimnastică a României la Campionatul Mondial de Gimnastică de la Ghent (2001) și a luat trei medalii de aur și două de argint la Campionatul European de Gimnastică de la Paris din 2000.
În 1999 este selecționată în lotul de Senioare și urmează Liceul de Educație Fizică și Sport din Deva;  a absolvit Universitatea ,,Lucian Blaga” Sibiu – Facultatea de Științe ( licență în Educație Fizică și Sport) și Universitatea Româno-Germană ,,ROGER” Sibiu – Facultatea de Științe Economice (licență în Managementul Afacerilor).

## Legături externe
- Site oficial Arhivat în 25 aprilie 2012, la Archive.is
- Pagina de profil pentru Sabina Corolina Cojocar pe pagina Federației Internaționale de gimnastică